# Duits Olympisch Comité
Het Duits Olympisch Comité (Duits: Deutscher Olympischer Sportbund DOS) is het Duitse Nationaal Olympisch Comité. Het DOS vertegenwoordigt alle Duitse atleten op de Olympische Spelen. De historie van het Duits Olympisch Comité gaat terug tot 1895, toen in voorbereiding op de eerste Olympische Spelen van 1896 het Komitee für die Beteiligung Deutschlands an den Olympischen Spielen zu Athen werd opgericht. Voor de Spelen van 1900 werd het Komitee für die Beteiligung Deutschlands an den Olympischen Spielen zu Paris opgericht en voor de Spelen van 1904 het Deutsche Komitee für die Olympischen Spiele in St. Louis 1904.
In 1904 werd een permanente organisatie opgericht onder de naam Deutscher Reichsausschuss für Olympische Spiele. De Spelen van 1916 die in Berlijn gehouden zouden worden gingen vanwege de Eerste Wereldoorlog niet door. De naam van de organisatie werd in 1917 gewijzigd in Deutscher Reichsausschuss für Leibesübungen waarmee de verwijzing naar de Olympische gedachte uit de naam verdween. Van de Spelen van 1920 en 1924 was Duitsland uitgesloten. Na de machtsovername door de nationaalsocialisten werd de sportbonden in 1934 ondergebracht in de Deutsche Reichsbund für Leibesübungen, die in 1938 op bevel van Adolf Hitler werd hernoemd in de Nationalsozialistische Reichsbund für Leibesübungen en een onderorganisatie van de NSDAP werd.
Na de Tweede Wereldoorlog werden de nationaalsocialistische organisaties in het bezette Duitsland verboden. In 1947 werd weer een Duits Olympisch comité opgericht. Omdat Duitsland bezet was kwam er nog geen internationale erkenning van het comité. Voor de Spelen van 1948 werd Duitsland niet uitgenodigd.
In mei 1949 werd de Bondsrepubliek Duitsland opgericht. In september werd daarop het Nationale Olympische Komitee für Deutschland (NOK) opgericht, dat door het IOC als vertegenwoordiger van geheel Duitsland werd erkend, dus inclusief de Sovjet-bezettingszone / DDR, maar exclusief het door Frankrijk bezette Protectoraat Saarland, dat tot 1957 een eigen Olympisch Comité had. De DDR richtte in 1951 een eigen Olympisch Comité op, dat echter door het IOC niet werd erkend. De DDR-atleten traden daarop in 1952 niet aan. In 1955 werd het DDR-Comité provisorisch erkend, maar de Bondsrepubliek en de DDR moesten in 1956, 1960 en 1964 aantreden met een Duits eenheidsteam. Vanaf 1968 mocht de DDR met een eigen Olympisch team aantreden. Sinds de Duitse hereniging in 1990 vertegenwoordigt het NOK weer alle Duitse sporters.
In 2006 fuseerde het Nationale Olympische Komitee für Deutschland met de Deutsche Sportbund tot de Deutsche Olympische Sportbund.